# Дегтярёв, Василий Леонтьевич
Васи́лий Лео́нтьевич Дегтярёв (1915 — 1942) — лейтенант Красной Армии, участник Великой Отечественной войны, Герой Советского Союза (1990).

## Биография
Родился 1 (14) января 1915 года в селе Белогородка (ныне — Бучанский район Киевской области Украины) в семье служащего. Член ВЛКСМ с 1930 года.
В 1936 году окончил рабфак в Пятигорске, после чего работал слесарем на автобазе. В том же году был призван на службу в РККА. В 1939 году окончил 1-е Чкаловское военное авиационное училище. До июня 1942 года был лётчиком-инструктором того же лётного училища.
С июня 1942 года — на фронтах Великой Отечественной войны. К июлю 1942 года лейтенант Василий Дегтярёв командовал звеном 571-го штурмового авиаполка 224-й штурмовой авиадивизии 1-й воздушной армии Западного фронта.
За время своего участия в боевых действиях совершил 9 боевых вылетов, уничтожил 2 самолёта, 2 вагона с боеприпасами, цистерну с горючим, 6 танков, 21 автомашину, 11 орудий, подавил огонь 8 огневых точек, нанёс войскам противника серьёзный урон в боевой технике и живой силе. 9 июля 1942 года во время выполнения очередного боевого вылета самолёт «Ил-2», который он пилотировал, был подбит в районе села Олсуфьево Жуковского района Брянской области. Раненный в голову и грудь, Дегтярёв совершил вынужденную посадку у села Голубея. Используя бортовое оружие (2 авиационных пушки калибра 20 мм и 2 авиационных пулемета калибра 7,62 мм), уничтожил 179 немецких солдат (ещё несколько десятков были ранены), которые пытались захватить подбитый самолёт и лётчика, после чего покинул и поджёг «Ил». Огнём из своего пистолета он отбивался от окруживших его солдат противника, и последним патроном застрелился. Похоронен в селе Голубея. Произошёл беспрецедентный случай: отдавая должное отважному офицеру, немцы сами похоронили лётчика со всеми воинскими почестями.
24 апреля 1943 года был представлен к званию Героя Советского Союза, однако тогда представление не было реализовано. Неоднократно представлялся и после войны.
Указом Президента СССР от 11 ноября 1990 года за «мужество и героизм, проявленные в борьбе с немецкими захватчиками в Великой Отечественной войне 1941—1945 годов» лейтенант Василий Дегтярёв посмертно был удостоен звания Героя Советского Союза. Его родственникам были вручены орден Ленина и медаль «Золотая Звезда» за номером 11632.
Был также награждён орденом Отечественной войны 1-й степени.

## Память
- В честь Дегтярёва названа улица в Пятигорске[5].
- Навечно зачислен в списки личного состава воинской части[2].
- В 2015 году в селе Голубея Дубровского района Брянской области была открыта аллея Героев в честь 70-тилетия Победы в Великой Отечественной войне, на которой установлен памятник В. Л. Дегтярёву.